# بیدخیری (بردسیر)
سپهرود (سیرجان)، روستایی از توابع بخش مرکزی شهرستان سیرجان در استان کرمان ایران است.

## جمعیت
این روستا در دهستان کوه پنج قرار دارد و براساس سرشماری مرکز آمار ایران در سال ۱۳۸۵، جمعیت آن زیر سه خانوار بوده‌است.